# InnaMorandi
InnaMorandi è un album tributo dedicato al cantante Gianni Morandi pubblicato nel 1998 dalla EMI.

## Tracce
1. Lucio Dalla – C'era un ragazzo
2. Ornella Vanoni – Occhi di ragazza
3. Mina – Canzoni stonate
4. Patrizia Di Malta – Vita
5. Amedeo Minghi – Solo all'ultimo piano
6. Angelo Branduardi – Principessa
7. Stadio – Chiedi chi erano i Beatles
8. Fiorello – Un mondo d'amore
9. Scialpi – Bella Signora
10. Ragazzi italiani – Se perdo anche te
11. Gaudi – Andavo a cento all'ora
12. Leandro Barsotti – Fatti mandare dalla mamma
13. Loredana Bertè, Antonella Bucci, Mara Venier – Si può dare di più
14. Ava Cherry – Gimme gimme
15. Natalia Estrada – Bananas y frambuesa
16. I Farias – Scende la pioggia
17. Rossella Marcone – La mia nemica amatissima